# Chico Flores
José Manuel Flores Moreno (Cádiz, 6 de marzo de 1987), más conocido como Chico es un exfutbolista español que jugaba de defensa. Actualmente ejerce como segundo entrenador de la U. D. Almería.

## Trayectoria como futbolista
Comenzó su carrera en el Cádiz C. F. En la temporada 2007-08 fue cedido al Portuense, pero el Barcelona, que lo estaba siguiendo muy de cerca, logró su cesión en el mercado de invierno, siendo clave en el ascenso de su filial a Segunda B.
En 2008 fichó por la U. D. Almería. En la temporada 2009-10 se hizo famoso porque en un partido Barcelona-Almería marcó durante los 90 minutos de juego al centrocampista del F. C. Barcelona Xavi Hernández. Aunque consiguiera su objetivo, aquello no dio demasiado resultado, puesto que el Almería perdió 1-0 en el Camp Nou.
En julio de 2010 fichó por el Genoa C. F. C. a cambio de 5 500 000 euros, a pesar de ser jugador clave para el Almería. Durante la temporada 2011-12 jugó cedido en el R. C. D. Mallorca.
El 10 de julio de 2012 se oficializó su fichaje por el Swansea City A. F. C. a cambio de 2 400 000 euros.
El 28 de septiembre de 2017 se oficializó su fichaje por el Granada C. F. En el conjunto nazarí solo estuvo una temporada ya que al año siguiente se marchó al F. C. Rubin Kazán. En febrero de 2019 rescindió su contrato con el conjunto ruso de mutuo acuerdo.
En julio de 2019 fichó por el C. F. Fuenlabrada por una temporada.
El 24 de agosto de 2020 anunció su retirada, no descartando volver a jugar en el futuro.

## Trayectoria como entrenador
El 27 de julio de 2021 se confirma que Chico Flores se haría cargo del equipo cadete de la U. D. Almería de cara a la temporada 2021-22. Antes de esto, ejerció como ayudante en la U. D. Almería "B".

## Selección nacional
Ha sido internacional con la selección española sub-21 en dos ocasiones, una en octubre de 2008 y otra en marzo de 2009.

## Clubes como futbolista
| Club                           | País   | Año       |
| ------------------------------ | ------ | --------- |
| Cádiz C. F. B                  | España | 2005-2006 |
| Cádiz C. F.                    | España | 2006-2008 |
| Racing Club Portuense (cedido) | España | 2007      |
| F. C. Barcelona B (cedido)     | España | 2008      |
| U. D. Almería                  | España | 2008-2010 |
| Genoa C. F. C.                 | Italia | 2010-2012 |
| R. C. D. Mallorca (cedido)     | España | 2011-2012 |
| Swansea City A. F. C.          | Gales  | 2012-2014 |
| Lekhwiya S. C.                 | Catar  | 2014-2017 |
| Granada C. F.                  | España | 2017-2018 |
| F. C. Rubin Kazán              | Rusia  | 2018-2019 |
| C. F. Fuenlabrada              | España | 2019-2020 |

## Clubes como entrenador
| Club                 | País   | Año       |
| -------------------- | ------ | --------- |
| U. D. Almería Cadete | España | 2021-2022 |

## Palmarés

### Títulos nacionales
| Título          | Club                  | País       | Año  |
| --------------- | --------------------- | ---------- | ---- |
| Copa de la Liga | Swansea City A. F. C. | Inglaterra | 2013 |